# Copa das Maldivas de 2020
A Copa das Maldivas de 2020 foi a 30ª edição da Copa das Maldivas, o torneio eliminatório da primeira divisão das Maldives organizado pela Associação de Futebol das Maldivas. O torneio retorna após dois anos de ausência. Ao todo, oito equipes disputam o torneio.

## Primeira fase

### Quartas de Final

#### Jogo 1
A primeira partida da competição ocorreu no dia 5 de março de 2020, às 16:00, no Estádio Galolhu, em Malé, com arbitragem de Hussain Sinan (Maldivas). Ishan marcou três vezes (1', 10', 13'), Easa marcou duas vezes (19', 75'), Ashfaq marcou quatro (7', 55' (pen.), 72', 90+2' (pen.)), Malcolm marcou três  (31', 45', 58') e Farrah marcou mais um ao 93 minutos para definir a goleada. Final TC Sports 13–0 Club Eydhafushi. Essa foi a maior goleada da edição.

#### Jogo 2
A segunda partida ocorreu no dia 5 de março de 2020, às 21:00, no Estádio Galolhu, em Malé, com arbitragem de Zaheer Hussain (Maldivas). Com gols de Hamza ( 61'), Mahudhee (120+2') para o Maziya, de A. Rasheed (14') e Umair (97') para Green Streets. A partida terminou empatada em 2-2 e foi decidida nos pênaltis. Nos pênaltis, melhor para o Maziya (6-5). Placar final: Maaziya S&RC 2–2 (6-5 pen) Green Streets

#### Jogo 3
A terceira partida ocorreu no dia 6 de março de 2020, às 16:00, no Estádio Galolhu, em Malé, com arbitragem de Abdulla Shathir. Tholaal aos 41' e Obaida aos 61' e aos 84' definiram o placar: Foakaidhoo FC 0–3 Da Grande

#### Jogo 4
A partida aconteceu no dia 6 de março de 2020, às 21:00, com arbitragem de Ahmed Aslam, no Estádio Galolhu, em Malé. O destaque da partida foi o atacante Rizuvan, da equipe do Club Eagles, que marcou nada mais do que 10 gols (20', 41', 50', 51', 53', 61', 65', 73', 75', 88') na partida. Toshike (6') e Raif (46') também marcaram e ajudaram a completar a goleada. Club Eagles 12–0 Vilimalé United.

## Semifinais
Todas as atividades de futebol nas Maldivas foram suspensas indefinidamente pela Associação de Futebol das Maldivas devido ao COVID-19. Mais tarde, foi decidido que o torneio seria cancelado e declarado nulo e sem efeito.

#### Jogo 1
A partida estava programada para o dia 16 de março de 2020, às 16:00, e seria disputada entre Maziya e Da Grande no Estádio Galolhu, em Malé.

#### Jogo 2
A partida estava programada para o dia 16 de março de 2020, às 21:00, e seria disputada entre TC Sports e Club Eagles no Estádio Galolhu, em Malé.

### Final
A partida final seria disputada pelas duas equipes vencedoras das semifinais e estava programada para o dia 19 de março de 2020, ás 21:00, no Estádio Galolhu, em Malé. Mas não aconteceu.